# Marvel Television
Marvel Television byla americká produkční společnost zabývající se výrobou hraných a animovaných (prostřednictvím Marvel Animation) televizních a direct-to-video seriálů, které byly založeny na postavách od Marvel Comics. Divize sídlila ve stejné lokaci jako ABC Studios. Marvel Television také spolupracovalo se společností 20th Century Fox, se kterou vyrobilo televizní seriály založené na X-Menech, jako jsou Legion a X-Men: Nová generace. Divize původně spadala pod Marvel Entertainment, v říjnu 2019 se její mateřskou společností stalo Marvel Studios, do kterého byla po dvou měsících sloučena. V současné době je Marvel Television používáno pouze jako značka.

## Tvorba

### Televizní seriály
Pokud není řečeno jinak, jsou televizní seriály součástí Marvel Cinematic Universe.
| Název                             | Vysíláno  | Spoluproducent | Stanice  | Poznámky                                                                  |
| --------------------------------- | --------- | --- | -------- | ------------------------------------------------------------------------- |
| Agenti S.H.I.E.L.D.               | 2013–2020 | - ABC Studios - Mutant Enemy Productions                                                                                            | ABC      |                                                                           |
| Agent Carter                      | 2015–2016 | - ABC Studios - F&B Fazekas & Butters                                                                                               | ABC      |                                                                           |
| Daredevil                         | 2015–2018 | - ABC Studios - DeKnight Productions (1. řada) - Goddard Textiles                                                                   | Netflix  |                                                                           |
| Jessica Jones                     | 2015–2019 | - ABC Studios - Tall Girls Productions                                                                                              | Netflix  |                                                                           |
| Luke Cage                         | 2016–2018 | ABC Studios | Netflix  |                                                                           |
| Agents of S.H.I.E.L.D.: Slingshot | 2016      | ABC Studios | ABC.com  | mini epizody (3–6 minut)                                                  |
| Legion                            | 2017–2019 | - FX Productions - The Donners' Company - Bad Hat Harry Productions (1. řada) - Kinberg Genre - 26 Keys Productions                 | FX       | Není součástí Marvel Cinematic Universe; je součástí filmové série X-Men. |
| Iron Fist                         | 2017–2018 | - ABC Studios - Devilina Productions (1. řada)                                                                                      | Netflix  |                                                                           |
| The Defenders                     | 2017      | - ABC Studios - Nine and a Half Fingers - Goddard Textiles                                                                          | Netflix  | minisérie                                                                 |
| Inhumans                          | 2017      | - ABC Studios - Devilina Productions - IMAX Entertainment (finance)                                                                 | ABC      | Verze prvních dvou epizod byly uvedeny v kinech IMAX.                     |
| X-Men: Nová generace              | 2017–2019 | - 20th Century Fox Television - The Donners' Company - Bad Hat Harry Productions - Kinberg Genre - Flying Glass of Milk Productions | Fox      | Není součástí Marvel Cinematic Universe; je součástí filmové série X-Men. |
| The Punisher                      | 2017–2019 | - ABC Studios - Bohemian Risk Productions                                                                                           | Netflix  |                                                                           |
| Runaways                          | 2017–2019 | - ABC Signature Studios - Fake Empire Productions                                                                                   | Hulu     |                                                                           |
| Cloak & Dagger                    | 2018–2019 | - ABC Signature Studios - Wandering Rocks Productions                                                                               | Freeform |                                                                           |
| Helstrom                          | 2020      | - ABC Signature Studios - Lone Lemon Entertainment                                                                                  | Hulu     |                                                                           |
| M.O.D.O.K.                        | 2021      | - 10k - Multiverse Cowboy - Stoopid Buddy Stoodios                                                                                  | Hulu     | Není součástí Marvel Cinematic Universe.                                  |
| Hit-Monkey                        | 2021      | - Floyd County Productions | Hulu     | Není součástí Marvel Cinematic Universe.                                  |

### Pilotní díly
| Název        | Rok  | Spoluproducent        | Stanice | Poznámky |
| ------------ | ---- | --------------------- | ------- | --- |
| Most Wanted  | 2016 | ABC Studios           | ABC     | Mělo být součástí Marvel Cinematic Universe. Nicméně seriál objednán nebyl.                                              |
| New Warriors | 2017 | ABC Signature Studios | —       | Mělo být součástí Marvel Cinematic Universe. Původně byl díl vyvinut pro stanici Freeform, nová stanice se však nenašla. |